# Marcelino Bernal
Marcelino Bernal Pérez (Tepic, 27 maggio 1962) è un ex calciatore messicano, di ruolo centrocampista.

## Palmarès

### Club

#### Competizioni nazionali
- Coppa del Messico: 2

Puebla: 1988, 1990
- Campionato messicano: 2

Puebla: 1989-1990
Pachuca: 1999